# Acanthophis praelongus
Espèce
Acanthophis praelongus est une espèce de serpents de la famille des Elapidae.

## Répartition
Cette espèce se rencontre :
- en Papouasie-Nouvelle-Guinée en Nouvelle-Guinée orientale ;
- en Indonésie en Nouvelle-Guinée occidentale et aux Moluques ;
- en Australie au Queensland, dans le Territoire du Nord et en Australie-Occidentale.

## Publication originale
- Ramsay, 1877 : Description of a supposed new species of Acanthophis from North Australia. Proceedings of the Linnean Society of New South Wales, ser. 1, vol. 2, p. 72-74 (texte intégral).